# The Man Comes Around (canção)
The Man Comes Around é uma canção (e faixa-título) do álbum American IV: The Man Comes Around, do cantor e compositor americano de música country John Ray Cash, mais conhecido como Johnny Cash. Foi lançada em 2002 e é uma das últimas músicas que Cash escreveu em sua vida.
Com todas as 15 faixas do álbum, apenas três foram escritas por Cash, com "The Man Comes Around", sendo a única canção especificamente escrita por ele. A música faz numerosas referências bíblicas, especialmente a partir do livro do Apocalipse. O "Man" no título refere-se a Segunda Vinda de Jesus Cristo.

## Em outras mídias
Essa música foi usada durante os créditos de abertura do filme Madrugada dos Mortos, assim como nos créditos finais dos filmes The Hunted e Linewatch, e na mini-série americana de 2008, Generation Kill, da HBO. Ela também é destaque no filme Amigos, Amigos, Mulheres à Parte.
Em 2008, a canção foi destaque nas cenas finais do episódio final da temporada de Terminator: The Sarah Connor Chronicles. Ela também foi incluída nas cenas finais da minissérie da HBO Generation Kill. Também foi tocada na série Mentes Criminosas, no episódio Elephant's Memory (Memória de elefante).
Em 2009, a canção foi usada no episódio final da série da BBC, Being Human, no "aquecimento" para o que supostamente seria uma batalha entre Mitchell e Herrick.
Em 2010, a canção foi apresentada no episódio "The Comeback Kid" na série Chase.
Em 2014, a canção foi usada no final do episódio 11 (The Good Samaritan (No. 106)) da série The Blacklist 
Em 2017, a canção foi usada na trilha sonora do filme Logan.